# معرفة تقليدية
المعارف التقليدية، ومعارف الشعوب الأصلية، والمعارف الشعبية (الفولكلور)، والمعارف المحلية تشير عمومًا إلى أنظمة المعارف التي تتضمّنها التقاليد الثقافية للمجتمعات الإقليمية أو الشعوب الأصلية أو المحلية.
تتضمن المعرفة التقليدية أنواعًا مختلفة من المعارف حول التقنيات التقليدية المستخدمة في مجالات مختلفة مثل اقتصاد الكفاف - الاعتماد على النفس (مثل أدوات وتقنيات الصيد أو الزراعة)، والقبالة، وعلم النباتات الشعبي والمعارف البيئية التقليدية، والطب التقليدي، والملاحة الفلكية، والمهارات الحرفية اليدوية، وعلم الآثار الفلكي، والمناخ، وغيرها. تستند هذه الأنظمة المعرفية عمومًا على الملاحظة التجريبية المتجمّعة وعلى التفاعل مع البيئة.
في كثير من الحالات، تنتقل المعارف التقليدية عبر الأجيال من شخص إلى آخر، كتقليد شفهي. وقد أدرجت المنظمة العالمية للملكية الفكرية - ويبو (WIPO) والأمم المتحدة (UN) أشكال التعبير الثقافي التقليدي (TCE) ضمن تعاريفها المتعلقة بمعارف الشعوب الأصلية. وتتمثّل أنظمة المعارف التقليدية وأشكال التعبير الثقافي التقليدي في أشكال الثقافة، والقصص، والسير، والتراث الشعبي، والطقوس، والأغاني، والقوانين، واللغات، والأغاني، والرقص، والألعاب، والأساطير، والتصاميم، والفنون البصرية والتشكيلية والعمارة.

## الخصائص والمفاهيم ذات الصلة

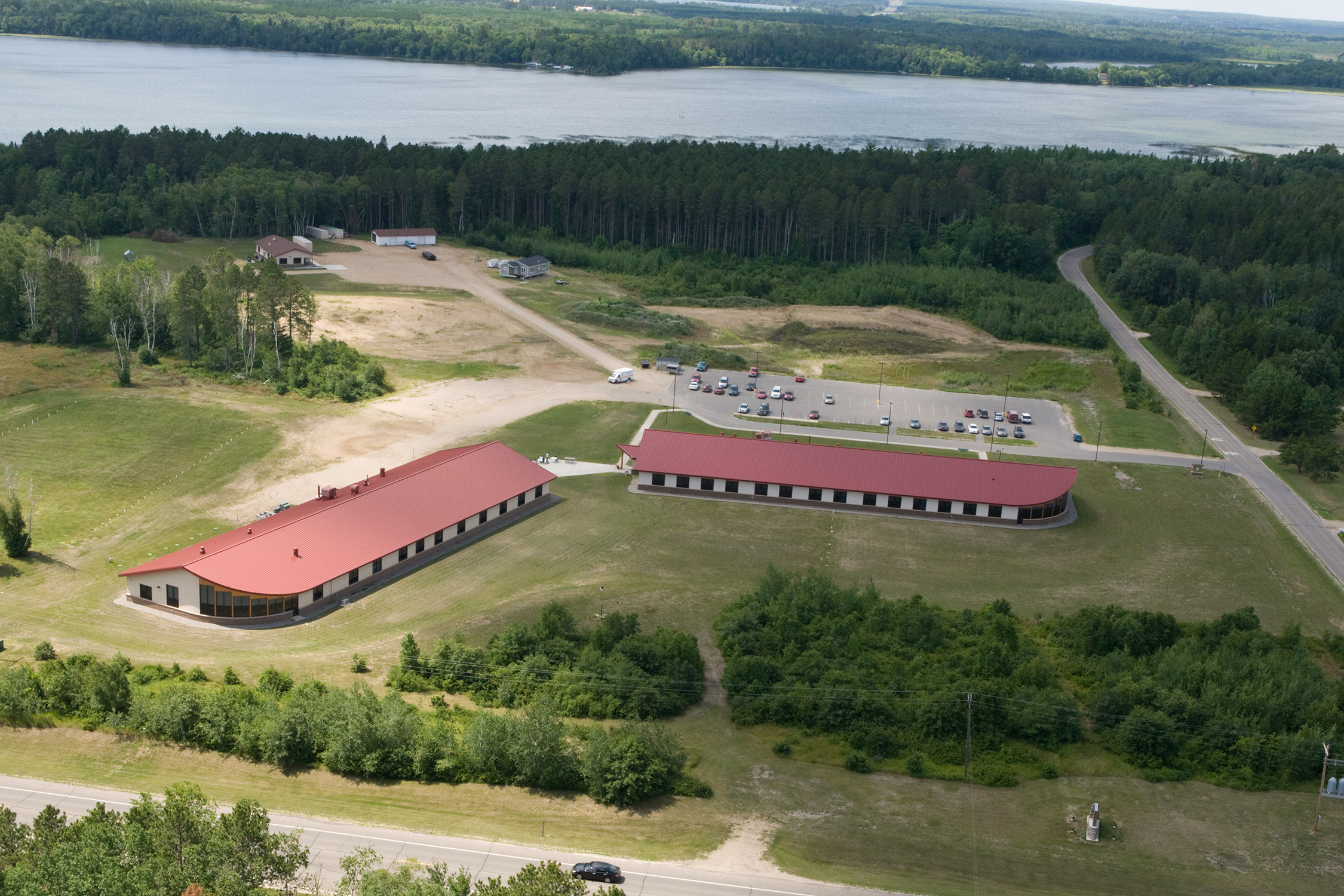
تحافظ الكليات القبلية على المعارف العامة وتنقلها من خلال توظيف كبار السن في المجتمع المحلي، ومعارف الشعوب الأصلية التقليدية. (كلية ليتش ليك القبلية، مينيسوتا)

يصف تقريرٌ صادرٌ عن فريق الدراسات المعني بالعلم والمعارف التقليدية التابع للمجلس الدولي للعلوم (ICSU) المعارف التقليدية على أنها:

مجموعة تراكمية من المعارف والدراية الفنية، والممارسات والتمثيلات التي تطوّرها الشعوب التي لها تاريخ طويل من التفاعل مع البيئة الطبيعية. هذه المجموعات المعقدة والمتطورة من المفاهيم والتفسيرات والمعاني هي جزء لا يتجزأ من مجمع ثقافي يشمل اللغة وأنظمة التسمية والتصنيف، وممارسات استخدام الموارد، والطقوس، والروحانيات، والنظرة إلى العالم.

عادةً ما تميّز المعارف التقليدية بين مجتمع وآخر. وفي بعض المجتمعات، تكتسب المعارف التقليدية معانٍ شخصية وروحانية. ويمكن أيضًا أن تعكس المعارف التقليدية مصالح المجتمع المحلي. تعتمد بعض المجتمعات على معارفها التقليدية للبقاء على قيد الحياة. وقد توفر المعرفة التقليدية بشأن البيئة، مثل المحرمات والقيود، والأمثال، وأنظمة المعرفة الكونية، أخلاقيات الحفاظ على التنوع البيولوجي.[بحاجة لمصدر] ينطبق هذا بشكل خاص على المعارف البيئية التقليدية، التي تشير إلى "شكل معين من أشكال المعرفة القائمة على المكان للتنوع والتفاعلات بين أنواع النبات والحيوان، وتضاريس الأرض، والمجاري المائية والأنهار، وغيرها من خصائص وصفات البيئة الحيوية (البيوفيزيائية) في مكان معين". ثمة مثال على مجتمع يمتلك ثروة من المعارف البيئية التقليدية (TEK)، ألا وهو شعب الكيابو الذي طوّر في أمريكا الجنوبية نظام تصنيف واسع النطاق للمناطق البيئية في السافانا الاستوائية الأمازونية المدارية (أي، كامبو / سيرادو) لإدارة الأراضي بشكل أفضل.
يضع بعض علماء الاجتماع تصوّراً للمعرفة ضمن إطارٍ طبيعي، ويؤكدون على تدرّج المعرفة الحديثة إلى معرفة مكتسبة عبر الأجيال العديدة. وتستخدم هذه التفسيرات مصطلحات مثل المعارف المكتسبة بشكل تكيفي، والمعارف المبنية اجتماعيا، ومصطلحات أخرى تؤكد على الجوانب الاجتماعية للمعرفة. ويمكن اعتبار المعارف المحلية والمعارف التقليدية متمايزة حسب طول الفترة الزمنية التي وجودت فيها، من عقود إلى قرون أو آلاف السنين.
معارف الشعوب الأصلية أو تقنيات الشعوب الأصلية (ITKs) هي كنوز الحكمة القديمة التي طوّرت من خلال التجربة والخطأ، والتجارب والخبرات المكتسبة على مر القرون، وهي مجربة ولكنها عمومًا غير مدعومة بأي أدلة علمية. ومع ذلك، عُرف بأن معظم معارف وتقنيات الشعوب الأصلية كانت فعّالة وصحيحة علمياً.
توضّح الدراسات العلمية المختصّة في التقاليد الطبيعية [بحاجة لتوضيح] أن المعارف التقليدية ليست فئة طبيعية، وقد تعكس صراعات السلطة والعلاقات من أجل الأرض والموارد والسيطرة الاجتماعية بدلاً من كونها ارتباطاً بالأصل أو بتراثٍ مزعوم.[بحاجة لمصدر]
من ناحية أخرى، قد تنظر المجتمعات الأصلية والمحلية نفسها إلى المعارف التقليدية بشكل مختلف تمامًا. فغالباً ما تكون معارف الشعوب الأصلية والمجتمعات المحلية متضمنة في علم الكون، ويمكن أن يصبح أي تمييز بين المعارف "غير الملموسة" والأشياء المادية غير واضح. وغالبًا ما تقول الشعوب الأصلية أن معارفها هي معارف كونية شاملة، ولا يمكن فصلها عن الأرض والموارد المتاحة لها. فالمعارف التقليدية في مثل هذه العلوم الكونية مرتبطة إرتباطا وثيقا بالأسلاف وأراضي الأجداد.[بحاجة لمصدر] قد لا تكتسب المعرفة عن طريق التجربة والخطأ الطبيعي، ولكن من خلال الوحي المباشر من خلال المحادثات مع "الخالق" أو الأرواح أو الأسلاف والأجداد. كتب تشامبرلين (2003) عن أحد شيوخ الغيتكسان من كولومبيا البريطانية الذي واجه ادعاءات الحكومة المطالبة بالأرض حيث سأل: "إذا كانت هذه أرضكم"، "أين قصصكم؟"
لا تمتلك الشعوب الأصلية والشعوب المحلية في الغالب تقاليد قوية لملكية المعرفة تشبه الأشكال الحديثة للملكية الخاصة. ولدى العديد منها تقاليد واضحة فيما يتعلق بالوصاية على المعرفة، وقد يرشد القانون العرفي من يجوز له استخدام أنواع مختلفة من المعرفة في أوقات وأماكن معينة، ويحدد الالتزامات التي تصاحب استخدام المعرفة. على سبيل المثال، قد يُسمح لصياد بقتل حيوان لإطعام المجتمع فقط، وليس لإطعام نفسه. من وجهة نظر السكان الأصليين، قد يكون اختلاس المعرفة وإساءة استخدامها أمرًا مهينًا للتقاليد، وقد يكون له تداعيات روحية وجسدية على الأنظمة الكونية الأصلية. وبالتالي، ترى الشعوب الأصلية والمجتمعات المحلية أن استخدام الآخرين لمعارفهم التقليدية يستحق الاحترام. غير أن منتقدي المعارف التقليدية يرون أن مثل هذه المطالب بـ "الاحترام" هي محاولة لمنع إخضاع المعتقدات غير المثبتة والمؤكدة من التعرض لنفس التدقيق ودرجات النقد الذي تخضع له المعتقدات الأخرى التي تدعيها المعارف الأخرى.[بحاجة لمصدر] ويكتسب هذا أهمية خاصة بالنسبة لإدارة الموارد البيئية لأن العنصر والجانب الروحي في "المعارف التقليدية" يمكن أن يبرر أي نشاط، بما في ذلك الاستغلال غير المستدام للموارد.

### المصطلحات

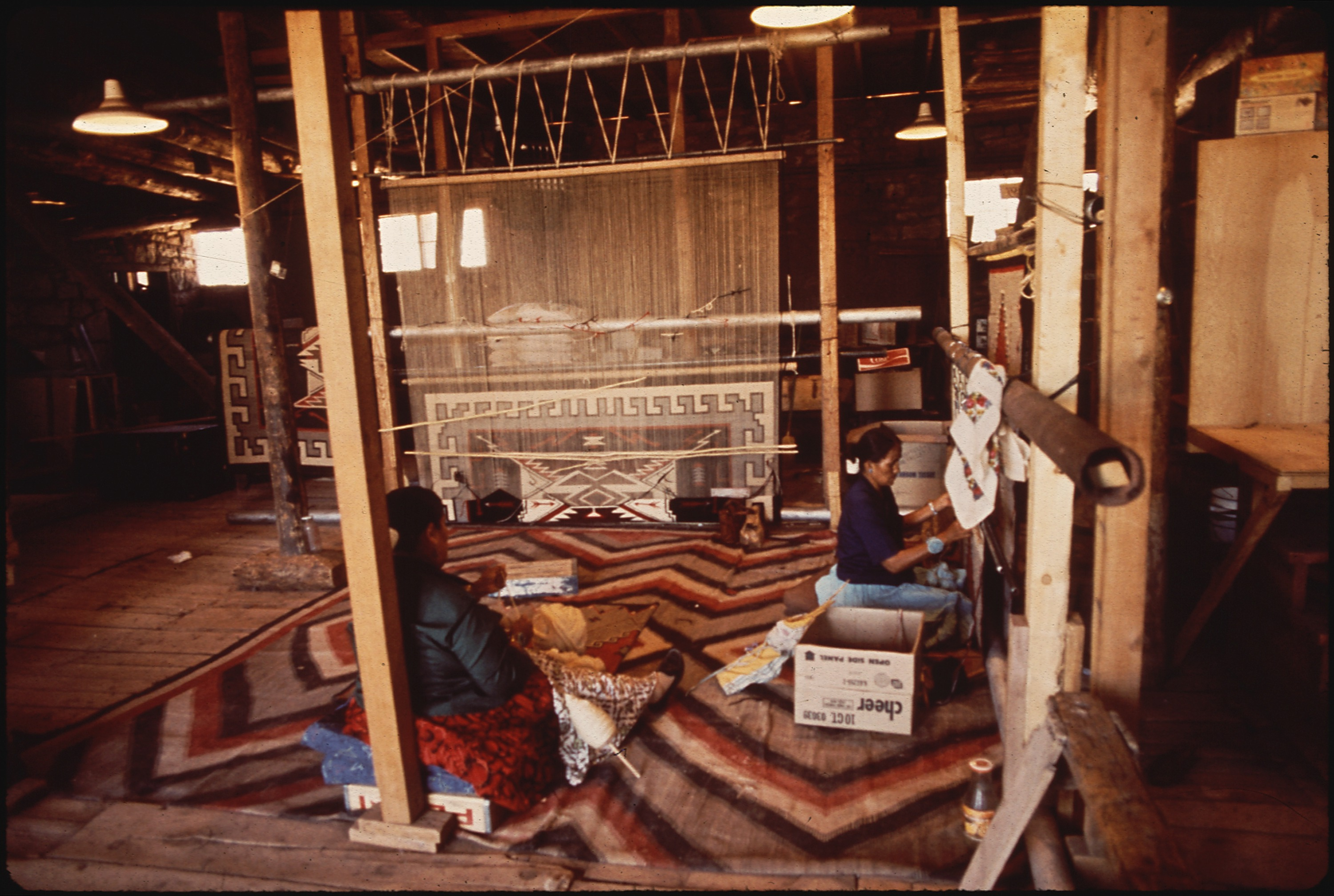
يعد فن نسج Diné جزءًا من المعرفة التقليدية لشعب نافاجو.

المعارف التقليدية وأشكال التعبير الثقافي التقليدي هما نوعان من معارف الشعوب الأصلية، وفقًا للتعريفات والمصطلحات المستخدمة في إعلان حقوق الشعوب الأصلية (UNDRIP) الذي أصدرته الأمم المتحدة وفي [[المنظمة العالمية] للملكية الفكرية]] (الويبو).
تستخدم المنظمة العالمية للملكية الفكرية مصطلح "أشكال التعبير الثقافي التقليدي" للإشارة إلى "أي شكل من أشكال التعبير الفني والأدبي الذي تتجسد فيه الثقافة والمعارف التقليدية. وهي تنتقل من جيل إلى الآخر، وتشمل المنسوجات اليدوية، واللوحات الفنية، والقصص، والأساطير، والطقوس والاحتفالات، والموسيقى، والأغاني، والإيقاعات، والرقص".
تتفاوض المنظمة العالمية للملكية الفكرية بشأن الحماية القانونية الدولية لأشكال التعبير الثقافي التقليدي من خلال اللجنة الحكومية الدولية المعنية بالملكية الفكرية والموارد الوراثية والمعارف التقليدية والفولكلور (IGC). وخلال جلسات اللجنة، يستضيف ممثلو الشعوب الأصلية والمجتمعات المحلية حلقات نقاش تتعلق بالحفاظ على المعارف التقليدية.
تقول تيري جانكي، المحامية الأسترالية المتخصصة القانونية الرائدة في مجال الملكية الفكرية والثقافية للشعوب الأصلية، إنه داخل مجتمعات الشعوب الأصلية الأسترالية (التي تضم سكان استراليا الأصليين وشعب جزر مضيق توريس)، "لا يفضل استخدام كلمة 'تقليدي' لأنها تعني ضمنيا أن ثقافة الشعوب الأصلية حبيسة الزمن".

## حقوق الملكية

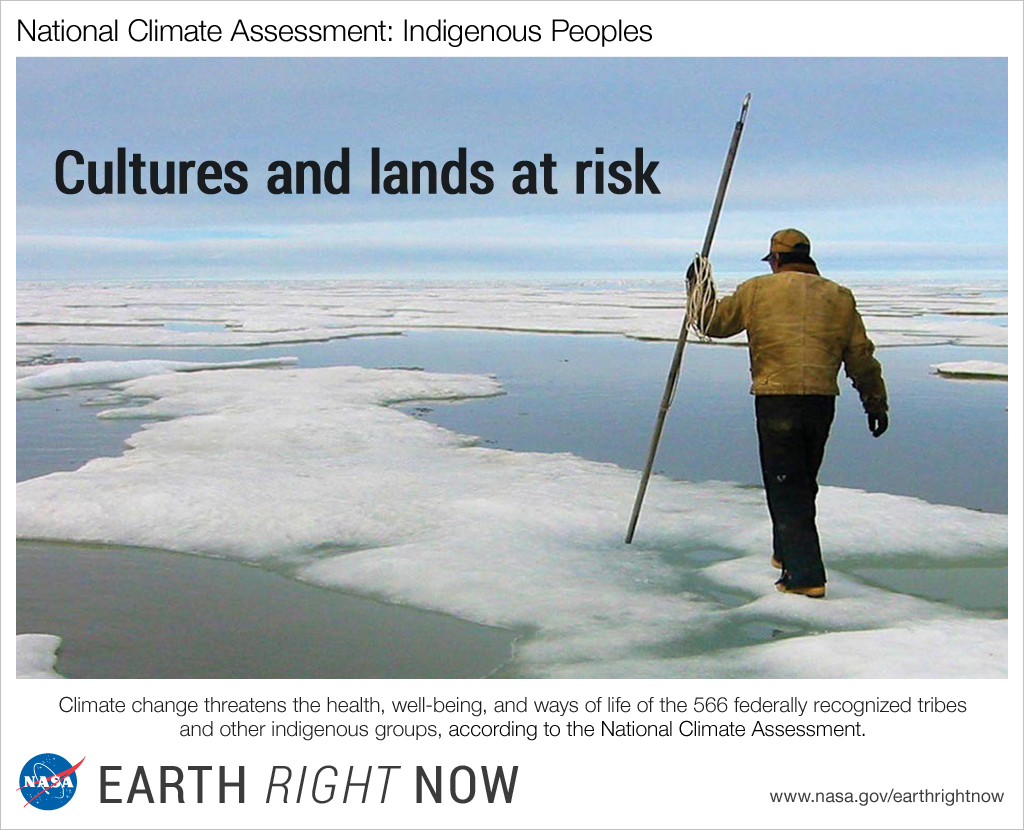
أراضي السكان الأصليين معرضة للخطر بسبب تغير المناخ. تمتلك العديد من الشعوب الأصلية معارف تقليدية حول إدارة الأراضي في مناطقها الحيوية.

تحول الاهتمام الدولي إلى قوانين الملكية الفكرية للحفاظ على المعارف التقليدية وحمايتها وتعزيزها. في عام 1992، اعترفت اتفاقية التنوع البيولوجي (CBD) بقيمة المعارف التقليدية في حماية الأنواع والنظم الإيكولوجية والمناظر الطبيعية، وأدرجت لغة تنظم الوصول إليها واستخدامها (مناقشتها أدناه). وسرعان ما تم التأكيد على أن تنفيذ هذه الأحكام سيتطلب مراجعة الاتفاقيات الدولية المتعلقة بالملكية الفكرية.[بحاجة لمصدر]
أصبح هذا الأمر أكثر إلحاحًا مع اعتماد الاتفاقية المتعلقة بالجوانب التجارية لحقوق الملكية الفكرية التي نظّمتها منظمة التجارة العالمية، التي وضعت قواعد لإنشاء وحماية الملكية الفكرية التي يمكن تفسيرها على أنها تتعارض مع الاتفاقيات المبرمة بموجب اتفاقية التنوع البيولوجي (CBD). ورداً على ذلك، طلبت الدول التي صادَقت على اتفاقية التنوع البيولوجي من المنظمة العالمية للملكية الفكرية (WIPO) التحقيق في العلاقة بين حقوق الملكية الفكرية والتنوع البيولوجي والمعارف التقليدية. بدأت المنظمة العالمية للملكية الفكرية هذا العمل ببعثة استطلاعية في عام 1999 لتقصي الحقائق. وبالنظر إلى القضايا المتعلقة بالتنوع البيولوجي والقضايا الأوسع نطاقاً في إتفاقية تريبس (TRIPs) (التي تشمل جميع أشكال التعبير الثقافي، وليس فقط تلك المرتبطة بالتنوع البيولوجي - بما في ذلك التصاميم التقليدية والموسيقى والأغاني والقصص، وغيرها)، أنشأت ويبو اللجنة الحكومية الدولية المعنية بالملكية الفكرية والموارد الوراثية والمعارف التقليدية والفولكلور (IGC-GRTKF). تقدم ويبو لكس WIPO Lex الدعم لمجموعات القوانين المتعلقة بالمعارف التقليدية.
كما اتسمت فترة أوائل التسعينات من القرن العشرين حتى بداية الألفية الجديدة بتنامي المجتمع المدني العالمي بوتيرةٍ سريعة. فقد أوصى تقرير بروندتلاند رفيع المستوى (1987) بإجراء تغيير في سياسة التنمية سمحت بالمشاركة المباشرة للمجتمع واحترمت الحقوق والتطلعات والطموحات المحلية. ونجحت الشعوب الأصلية وغيرها في تقديم التماس إلى الأمم المتحدة لإنشاء فريق العمل المعني بالسكان الأصليين، حيث أجرى الفريق دراستين استقصائيتين مبكرتين حول الحقوق التعاهدية وحقوق الأراضي. وقد أدى ذلك إلى زيادة الاعتراف العام والحكومي بحقوق الشعوب الأصلية في الأراضي والموارد، والحاجة إلى معالجة مسألة حقوق الإنسان الجماعية، باعتبارها متميزة عن الحقوق الفردية في قانون حقوق الإنسان الحالي.
وقد تزايد الاعتراف بحقوق الإنسان الجماعية للشعوب الأصلية والمجتمعات المحلية – كما في الاتفاقية رقم 169 (1989) التي صدرت عن منظمة العمل الدولية وإعلان حقوق الشعوب الأصلية (2007). واعترف إعلان ريو (1992)، الذي وقعه رؤساء ووزراء غالبية دول العالم، بالشعوب الأصلية والمجتمعات المحلية كمجموعات متميزة ذات مخاوف خاصة يجب أن تعمل الدول على معالجتها.
كان القلق في البداية يتعلق بحقوق الأراضي وحقوق الموارد التقليدية لهذه المجتمعات المحلية. وسرعان ما أعربت الشعوب الأصلية عن قلقها إزاء استغلال معارفها وتراثها الثقافي "غير المادي" وسوء استخدامها. وقاومت الشعوب الأصلية والمجتمعات المحلية بين أمور أخرى: استخدام الرموز والتصاميم التقليدية كتمائم وشخصيات رمزية، والفنون والحرف المشتقة؛ واستخدام أو تعديل الأغاني التقليدية؛ وتسجيل براءات اختراع للاستخدامات التقليدية للنباتات والاعشاب الطبية؛ وحق المؤلف للقصص التقليدية وتوزيعها.
سعت الشعوب الأصلية والمجتمعات المحلية إلى منع تسجيل براءات للمعارف والموارد التقليدية ما لم تعطِ موافقتها الصريحة. وسعوا للحصول على قدر أكبر من الحماية والسيطرة على المعارف والموارد التقليدية. كما سعت بعض المجتمعات المحلية أيضًا لضمان استخدام معارفها التقليدية بشكل عادل ومنصف - وفقًا للقيود التي تفرضها وتحددها تقاليدها، أو المطالبة بتقاسم المنافع لاستخدامها وفقًا للفوائد والمنافع التي تحددها.
تم تطوير ثلاثة منهجيات عريضة ورئيسية لحماية المعارف التقليدية. يؤكد النهج الأول على حماية المعارف التقليدية كشكل من أشكال التراث الثقافي. بينما ينظر الثاني إلى حماية المعارف التقليدية كحق من حقوق الإنسان المشتركة. أما النهج الثالث، الذي تعتمده منظمة التجارة العالمية والمنظمة العالمية للملكية الفكرية، فيبحث في استخدام التدابير الحالية أو الجديدة ذات الطابع الفريدوالخاص لحماية المعارف التقليدية.
حاليًا، لم تقدّم سوى عدد محدود من لأمم حمايةً صريحةً للمعارف التقليدية نوع بنفسه القائمة بذاتها. ومع ذلك، لا تزال عدد من الدول مترددة فيما يتعلق بما إذا كان ينبغي للقانون أن يمنح المعارف التقليدية فرقا معتبراً. وقد أبدت الشعوب الأصلية ترددًا بشأن المقاربة والنهج الخاص بحقوق الملكية الفكرية للشعوب الأصلية. فبعضهم كان مستعدًا لاستكشاف كيف يمكن للآليات الحالية لحقوق الملكية الفكرية (بشكل رئيسي: البراءات، وحق المؤلف، والعلامات التجارية والأسرار التجارية) حماية المعارف التقليدية. بينما يعتقد آخرون أن نهج حقوق الملكية الفكرية قد يكون ناجحاً، لكنه سيتطلب أشكالًا أكثر جذرية وجديدة من قوانين الملكية الفكرية ("الحقوق الفريدة من نوعها"). ويعتقد آخرون أن نظام الملكية الفكرية يستخدم مفاهيم ومصطلحات غير متوافقة مع المفاهيم الثقافية التقليدية، ويحبذ تسويق تقاليدهم، وهو ما يقاومونه بشكل عام. وجادل كثيرون بأن شكل الحماية يجب أن يشير إلى حقوق الإنسان الجماعية لحماية هوياتهم وأديانهم وتراثهم الثقافي المتميز.

### الملكية العامة
قد تتضمن الأعمال الأدبية والفنية التي تستند إلى الثقافة التقليدية أو الفولكلور، أو المستوحاة منها، عناصرَ أو تعابير جديدة. وبالتالي، يمكن أن تكون هذه الأعمال أعمالا "جديدة" يمكن إسنادها إلى مبتكر واحد أو أكثر. وقد تتضمن هذه الأعمال المعاصرة تفسيرًا أو ترتيبًا أو تكييفًا أو تجميعا جديدًا لتراث ثقافي موجود مسبقاً في الملكية العامة. يمكن أيضًا "إعادة تجميع" الثقافة التقليدية أو الفولكلور بصورة بيانات رقمية، أو قد تجمع بصورة إعادة ترميم ومن ذلك تلوين الأفلام القديمة. إن أشكال التعبير المعاصرة والتقليدية وأعمال الثقافة التقليدية محمية بشكل عام بموجب قانون حق النشر الحالي، وهو شكل من أشكال قانون الملكية الفكرية، لأنها أعمال أصلية بما يكفي لاعتبارها "جديدة" عند النشر. عادةً ما تكون حقوق التأليف والنشر مؤقتة. عند مرور فترة كافية على تواجد العمل (غالبًا ما تكون هذه الفترة ما بقي من حياة المؤلف بالإضافة إلى 50 إلى 70 عامًا إضافية، حسب الدولة)، تزول صلاحية قدرة المبتكر القانونية على منع الأشخاص الآخرين من إعادة طبع أو تعديل أو استخدام هفوات الخاصية، ويقال عندئذ أن العمل يدخل في نطاق الملكية العامة كما لا تمتد حماية حق المؤلف إلى الموسيقى الشعبية وغيرها من الأعمال التي تطورت مع مرور الوقت، دون وجود مبتكرين ومبدعين محددين.
لا تقبل بعض الشعوب الأصلية أن تكون فكرة أو قصة أو أي عمل آخر محمية قانونيًا لفترة زمنية محدودة فقط. وفي هذا الصدد، علقت قبائل تولاليب في ولاية واشنطن على هذه النقطة بأن "المشاركة المفتوحة لا تمنح تلقائيًا حق استخدام معارف (الشعوب الأصلية)... فالتعبيرات الثقافية التقليدية ليست في الملكية العامة لأن الشعوب الأصلية لم تتخذ الخطوات اللازمة لحماية المعارف في نظام الملكية الفكرية الغربي، بل بسبب فشل الحكومات والمواطنين في الاعتراف بالقوانين العرفية التي تنظم استخدامها واحترامها". ومع ذلك، فإن فكرة تقييد استخدام المعلومات المتاحة للجمهور دون إشعار وتبرير واضحين يعتبرها الكثيرون في الدول المتقدمة غير أخلاقية وغير عملية.

## الملكية الفكرية للشعوب الأصلية

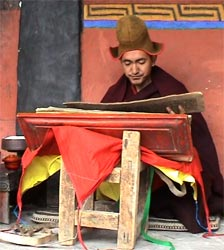
الراهب البوذي جيشي كونتشوج وانغدو يقرأ ماهايانا سوترا من نسخة خشبية قديمة من كانجور التبتي.

الملكية الفكرية للشعوب الأصلية هو مصطلح قانوني شامل يُستخدم في المحافل الوطنية والدولية لتحديد الحقوق الخاصة شعوب أصلية في المطالبة (بموجب قوانينهم الخاصة) بكل ما يعرفونه الآن أو عرفوه في الماضي أو سيعرفونه في المستقبل. وهو مفهوم نشأ وتطور من تقاليد قانونية غربية بشكل رئيسي، وروّجت له مؤخرًا المنظمة العالمية للملكية الفكرية، ضمن حملة أكثر عمومية أطلقتها الأمم المتحدة لرؤية الثروة المتنوعة للتراث الثقافي غير المادي للشعوب الأصلية في العالم تحظى بتقدير وحماية أفضل ضد الاستيلاء والاستخدام السيء الحتمي والمستمر.
في الفترة التي سبقت السنة الدولية للشعوب الأصلية في العالم (1993) التي خصّصتها الأمم المتحدة، وخلال العقد الدولي للشعوب الأصلية (1995-2004) الذي تلاها، عُقدت عدة مؤتمرات للاختصاصيين من الشعوب الأصلية وغير الأصلية في أنحاء مختلفة من العالم، وأسفرت عن عدد من الإعلانات والبيانات التي تحدد وتشرح وتصقل وتعرف "الملكية الفكرية للشعوب الأصلية".